# ADATA
ADATA Technology (кит. трад.: 威剛科技股份有限公司) wēi-gāng kē-jì gǔ-fèn yǒu-xiàn gōng-sī (TSEC:3260 [Архівовано 13 листопада 2010 у Wayback Machine.]) — тайванський виробник пам'яті, заснований в травні 2001. Основна продуктова лінійка включає модулі DRAM, USB флеш-накопичувачі та карти пам'яті такі як CompactFlash та Secure Digital. Компанія також виходить на інші ринки, такі як цифрові фото рамки, SSD (solid-state drives) та ExpressCard. ADATA є другим найбільшим постачальником пам'яті DRAM у світі (після Kingston).